# Brooks Ashmanskas
Brooks Ashmanskas (Salem, 14 giugno 1969) è un attore statunitense.

## Biografia
Attivo soprattutto in campo teatrale, Ashmaskas ha studiato al Bennington College prima di debuttare a Broadway nel 1995 nel revival del musical How to Succeed in Business Without Really Trying con Matthew Broderick. 
Nel 1997 e nel 1998 recitò nuovamente a Broadway nei musical Dream e Little Me, mentre nel 2003 recitò accanto a Bernadette Peters in un acclamato revival di Gypsy diretto da Sam Mendes. Dal 2004 al 2006 recitò nel musical The Producers, mentre nel 2007 recitò per la prima volta in un'opera di prosa a Broadway, la commedia farsesca di Terrence McNally The Ritz. Nello stesso anno ottenne il plauso della critica e del pubblico per le sue molteplici interpretazioni in ruoli minori nello spettacolo Martin Short: Fame Becomes Me. Per la sua performance venne candidato al Drama Desk Award e al Tony Award al miglior attore non protagonista in un musical. 
A Martin Short seguì un revival de Il divo Garry di Noel Coward ed il musical Promises, Promises con Kristin Chenoweth. Tra il 2014 ed il 2016 recitò a Broadway nei musical Bullets Over Broadway, Something Rotten! e Shuffle Along, or the Making of the Musical Sensation of 1921. 
Nel 2018 è tornato a Broadway con il musical The Prom, per cui è stato candidato al Tony Award al miglior attore protagonista in un musical. Nel 2025 riceve una seconda candidatura ai Tony Award e una vittoria ai Drama Desk Award per Smash.
È dichiaratamente gay.

## Filmografia

### Cinema
- Julie & Julia, regia di Nora Ephron (2009)
- Meglio Nate che niente (Better Nate Than Ever), regia di Tim Federle (2022)

### Televisione
- La valle dei pini (All My Children) – soap opera, episodi #9.600 e #9.602 (2005)
- The Good Wife – serie TV, 2 episodi (2012-2014)
- Tales of the City – serie TV, episodio 1x04 (2019)
- The Good Lord Bird - La storia di John Brown (The Good Lord Bird) – serie TV, 2 episodi (2020)
- Uncoupled – serie TV, 8 episodi (2022)

## Teatro
- 1995: Come far carriera senza lavorare
- 1999: Animal Crackers
- 2003: Gypsy: A Musical Fable
- 2004: Sogno di una notte di mezza estate
- 2004: The Producers
- 2007: Il divo Garry
- 2007: The Ritz
- 2008: She Loves Me
- 2008: La pulce nell'orecchio
- 2009: Ella si umilia per vincere
- 2011: Burn This
- 2012: 1776
- 2012: Le Dieu du carnage
- 2015: Something Rotten!
- 2016: Shuffle Along, or, the Making of the Musical Sensation of 1921 and All That Followed
- 2016-18: The Prom
- 2017: Sunday in the Park with George
- 2025: SMASH

## Doppiatori italiani
- Vladimiro Conti in The Good Wife
- Alessandro Quarta in Uncoupled